# Protein P (Hepatitis-B-Virus)
Protein P ist ein Protein aus der Gruppe der reversen Transkriptasen und wird vom Hepatitis-B-Virus gebildet.

## Eigenschaften
Protein P liegt im Zytosol gebunden an virale RNA innerhalb des Kapsids des HBV aus HBcAg vor. Die RNA wird anschließend durch Protein P in DNA umgeschrieben. Als reverse Transkriptase ist Protein P eine RNA- oder DNA-abhängige DNA-Polymerase. Weiterhin besitzt Protein P eine 3':5'-Endonukleaseaktivität. Protein P bindet zur reversen Transkription an die epsilon-Schleife der prägenomischen RNA, als Primer dient das Protein P selbst und ist daher mit dem 5'-Ende der (-)DNA kovalent verbunden. Im Anschluss wird die (+)DNA anhand der (-)DNA-Vorlage erzeugt. Nach der Knospung und einer erneuten Infektion einer Zelle wird die doppelsträngige DNA mit dem Kapsid in den Zellkern importiert, wo der Ringschluss der doppelsträngigen DNA zur cccDNA erfolgt sowie die Abtrennung des Protein P vom Genom.
Desoxynucleosidtriphosphat + DNA(n) ↔ Diphosphat + DNA(n+1).

## Anwendungen
Lamivudin, Penciclovir, Tenofovir, Adefovir und Entecavir hemmen das Protein P nicht-resistenter HBV. Weiterhin wird Protein P zur Behandlung von Infektionen mit HBV untersucht.